# Dutkevitchia
Dutkevitchia es un género de foraminífero bentónico de la subfamilia Pseudoschwagerinae, de la familia Schwagerinidae, de la superfamilia Fusulinoidea, del suborden Fusulinina y del orden Fusulinida. Su especie tipo es Rugosofusulina devexa. Su rango cronoestratigráfico abarca el Asseliense (Pérmico inferior).

## Discusión
Clasificaciones más recientes incluyen Dutkevitchia en la superfamilia Schwagerinoidea, y en la subclase Fusulinana de la clase Fusulinata.

## Clasificación
Dutkevitchia incluye a las siguientes especies:
- Dutkevitchia complicata †
- Dutkevitchia devexa †
- Dutkevitchia fainae †
- Dutkevitchia formosa †
- Dutkevitchia habita †
- Dutkevitchia henanensis †
- Dutkevitchia kargalensis †
- Dutkevitchia kuznetzovi †
- Dutkevitchia mojiensis †
- Dutkevitchia oblonga †
- Dutkevitchia ruzhenzevi †
- Dutkevitchia sourkhobensis †
- Dutkevitchia splendida †
- Dutkevitchia superba †
- Dutkevitchia xiuwuensis †